# 2016年リオデジャネイロオリンピックのサッカー競技・オセアニア予選
本項目では、2016年リオデジャネイロオリンピックのサッカー競技・オセアニア予選について述べる。

## 男子
オセアニア地区出場枠：1
2014年4月23日にオセアニアサッカー連盟（OFC）は、同予選を2015年12月2日から12月12日にかけてトンガで開催すると発表した。しかしその後OFCは、パプアニューギニアで開催される2015年パシフィックゲームズのサッカー競技が同予選を兼ねるものとすると発表した。
結果、 フィジーがオリンピック出場権を得た。

## 女子
オセアニア地区出場枠：1
2014年4月23日にオセアニアサッカー連盟（OFC）は、予選を以下の方式で実施すると発表した。
1次予選
パプアニューギニアで開催される2015年パシフィックゲームズのサッカー競技が同予選を兼ねる。同大会において、国際オリンピック委員会（IOC）に所属しているチームのうち最上位となったチームが2次予選に進出する。
2次予選
1次予選を勝ち上がったチームとニュージーランドがホーム・アンド・アウェーで対戦し、勝者がオリンピック出場権を得る。

### 1次予選
パプアニューギニアが優勝し2次予選に進出した。

### 2次予選
2次予選は当初2015年10月に開催される予定であったものの、のちに2016年1月23日・26日に実施されることとなった。
| 2016年1月23日 |

| パプアニューギニア | 1 - 7 | ニュージーランド |
|                    | [ 6 ] |                  |

| PNGFAアカデミー（ラエ） |

| 2016年1月26日 |

| ニュージーランド | 中止 | パプアニューギニア |
|                  |      |                    |

| QBEスタジアム（オークランド） |

※第2戦は、パプアニューギニアがニュージーランドへのビザを確保できないことから棄権した。
 ニュージーランドがオリンピック出場権を獲得。